# Стрічковий вузол

Прямий вузол, поданий у вигляді стрічкового вузла

В теорії вузлів стрічковий вузол — це вузол, який обмежує круг з самоперетинами тільки зі стрічковими особливостями. Інтуїтивно, цей вид особливості можна утворити шляхом виконання розрізу в крузі і пропусканням іншої частини круга через розріз. Більш формально, цей тип особливості полягає в самоперетинанні по дузі. Прообраз цієї дуги складається з двох дуг круга, одна з яких повністю лежить всередині круга, а кінці іншої розташовані на краю круга.

## Теорія Морса
Січний круго M — це гладке вкладення {\displaystyle D^{2}} в {\displaystyle D^{4}} з {\displaystyle M\cap \partial D^{4}=\partial M\subset S^{3}}. Розглядаючи функцію
{\displaystyle f:D^{4}\to \mathbb {R} }, задану формулою {\displaystyle f(x,y,z,w)=x^{2}+y^{2}+z^{2}+w^{2}}, шляхом невеликої ізотопії M можна домогтися, щоб f була функцією Морса на M. Можна сказати, що {\displaystyle \partial M\subset \partial D^{4}=S^{3}} є стрічковим вузлом, якщо {\displaystyle f_{|M}:M\to \mathbb {R} } не має внутрішнього локального максимуму.

## Гіпотеза про зрізану стрічку
Відомо, що будь-який стрічковий вузол є зрізаним. Відома відкрита проблема, поставлена Фоксом, — гіпотеза про зрізану стрічку, ставить зворотне питання: чи є кожен зрізаний вузол стрічковим?
Ліска показав, що гіпотеза істинна для вузлів з числом мостів 2. Ґрін і Ябука показали, що це виконується для триниткових мереживних зачеплень. Однак Гомпф, Шарлеман і Томпсон припустили, що гіпотеза може бути й хибною, і запропонували колекції вузлів, які можуть стати контрприкладами.